# Singgalang
Singgalang (indonésky: Gunung Singgalang) je sopka nacházející se na ostrově Sumatra v provincii Sumatera Barat (Západní Sumatra, Indonésie). Geomorfologicky náleží do systému sopečného pohoří Bukit Barisan a nachází se jižně od rovníku nedaleko města Bukittinggi.
S nadmořskou výškou 2877 m n. m. se jedná o vyšší ze dvou vrcholů dnes již nečinného stratovulkánu; nižší vrchol s názvem Gunung Tandikat (2438 m) se nalézá jihojihozápadně od Gunung Singgalang a z obou vrcholů jen u tohoto byla zaznamenána historická vulkanická aktivita (v roce 1924). Svahové partie samotného Gunung Singgalang (cca nad 1500 m n. m.) jsou domorodci dosud zemědělsky nevyužívané a díky tomu se zde setkáváme se zachovalou ukázkou horského tropického deštného lesa. Ten bezprostředně pod vrcholovou částí (kolem 2700 m n. m.) přechází v mlžný les, který místy obklopuje i jezero vyplňující kráterovou depresi (2800 m n. m.) těsně pod vrcholem.